# Thomas Keith

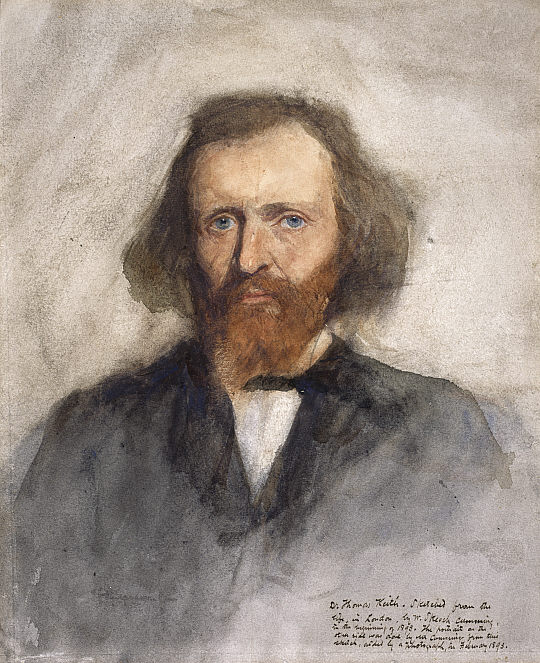
Thomas Keith, porträtiert von William Skeoch Cumming um 1893

Thomas Keith (* 27. Mai 1827 in St Cyrus; † 9. Oktober 1895 in London) war ein schottischer Chirurg, Gynäkologe und Fotograf.

## Leben und Wirken
Thomas Keith wurde am 27. Mai 1827 als Sohn des Pfarrers Alexander Keith in St Cyrus geboren. Nach seiner Ausbildung an der Aberdeen Grammar School absolvierte er an der Edinburgh Medical School sein Medizinstudium und wandte sich der Chirurgie zu. 
Nach seinem Medizinstudium ließ er sich in Edinburgh nieder. In den Jahren 1855 und 1856 machte er in etwa 220 photographische Aufnahmen der Stadt. Dabei griff er auf das Verfahren der Kalotypie zurück, obwohl das Kollodiumverfahren sich steigernder Beliebtheit erfreute. Während seiner Aufnahmen achtete er besonders auf eine einwandfreie Belichtung, weshalb er nur im Sommer zwischen sieben Uhr morgens und vier Uhr nachmittags fotografierte. Aufgrund steigender Patientenzahlen und Verschlechterung seiner eigenen Gesundheit konnte er sich jedoch nicht weiterhin seiner Lieblingsbeschäftigung, der Fotografie, zuwenden.
Nach seinem Tod am 9. Oktober 1895 wurde er auf dem Friedhof Kensal Green Cemetery beigesetzt. In seiner Heimatstadt wurde ihm ebenfalls ein Denkmal gewidmet.
Sein Bruder George Skene Keith widmete sich neben der Physik ebenfalls der Fotografie.

## Werke (Auswahl)

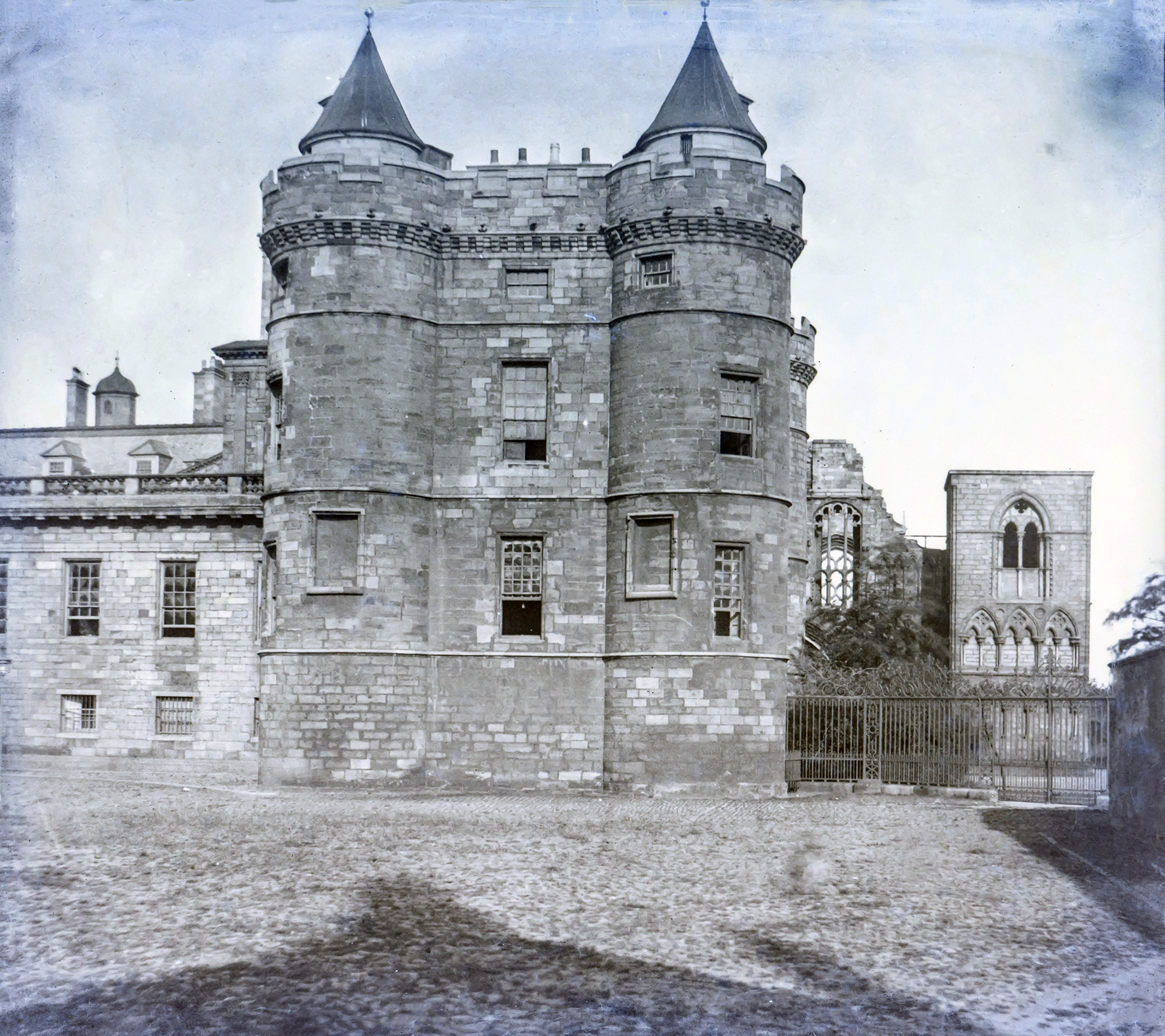
Holyrood Palace, um 1856
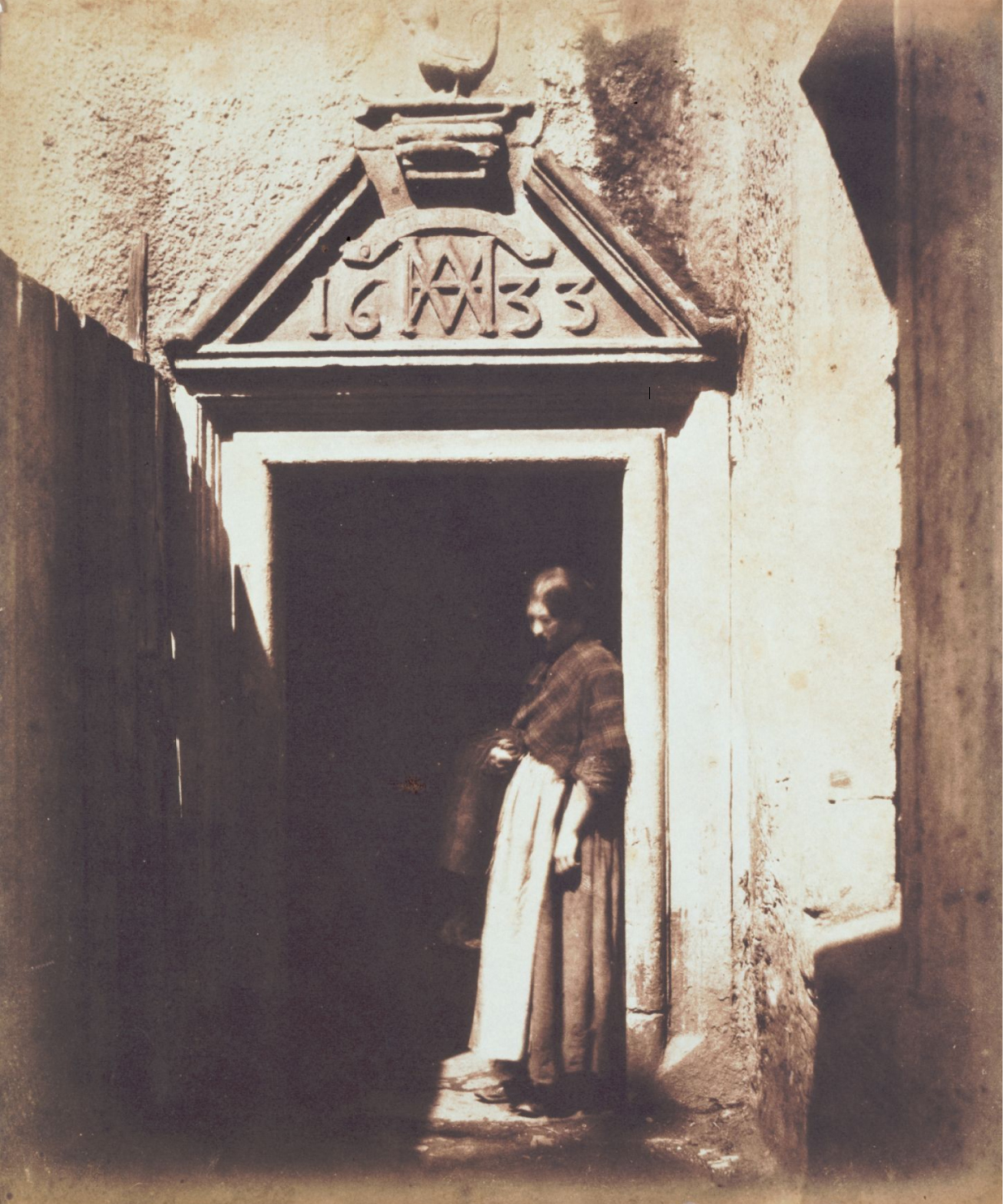
Woman in Doorway, um 1854
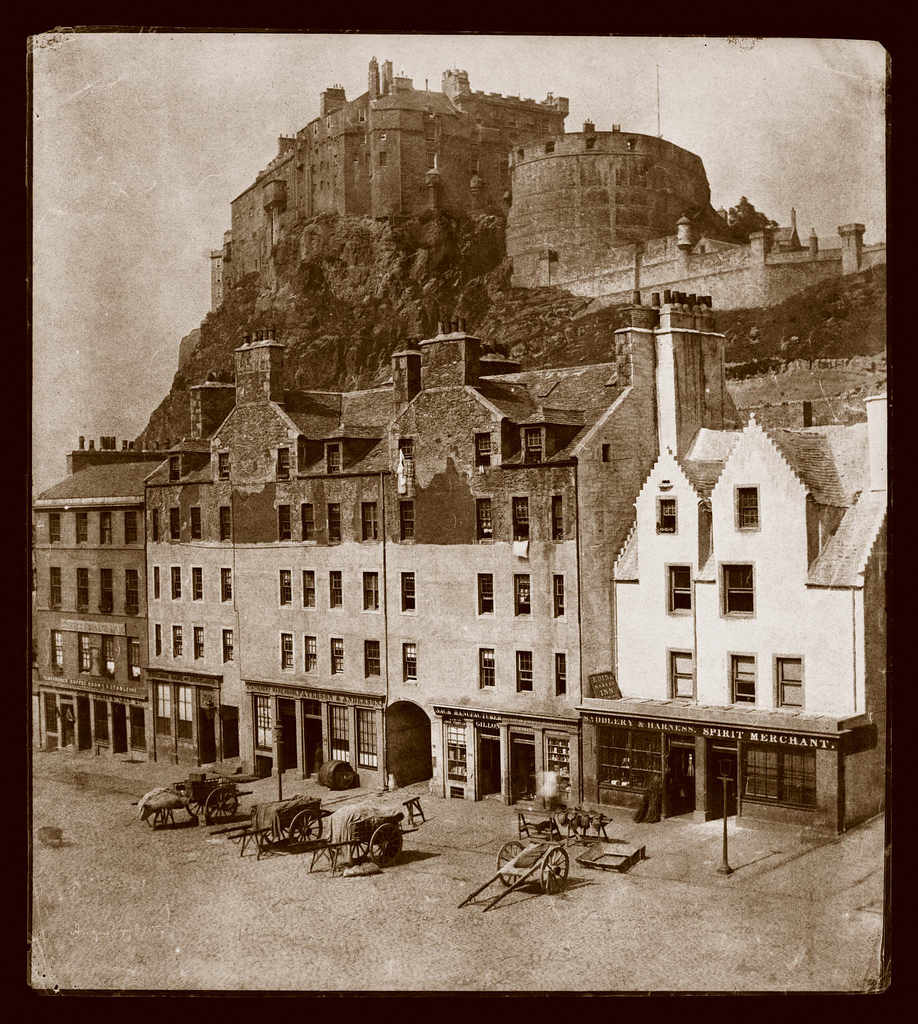
Castle from the Grassmarket
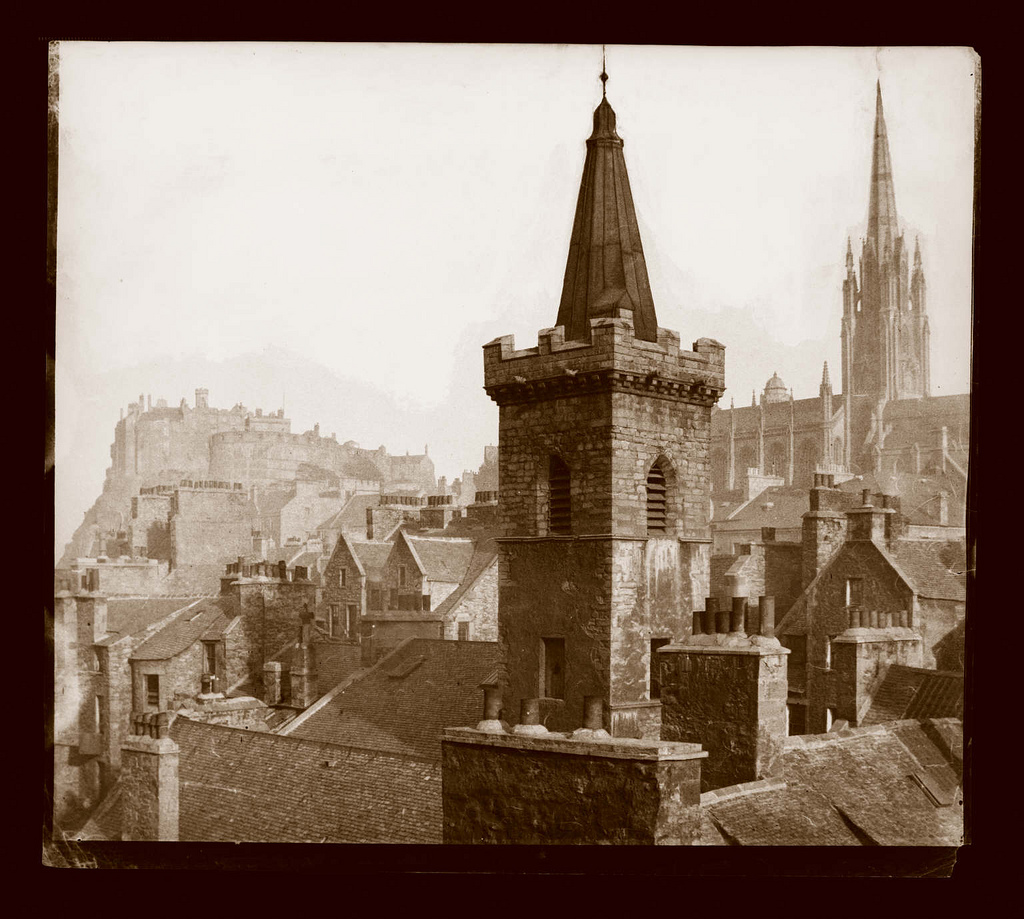
Castle from George VI Bridge, showing tower of Magdalen Chapel and Assembly Hall
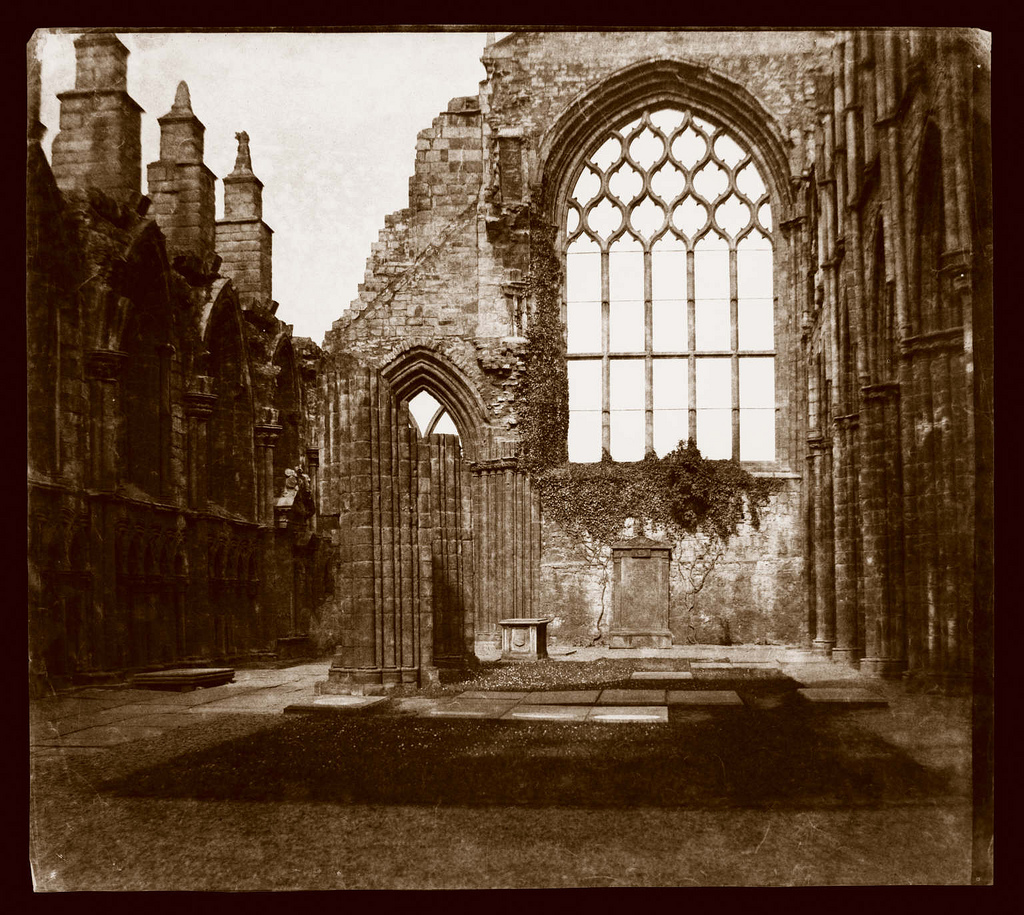
Holyrood Abbey, east window
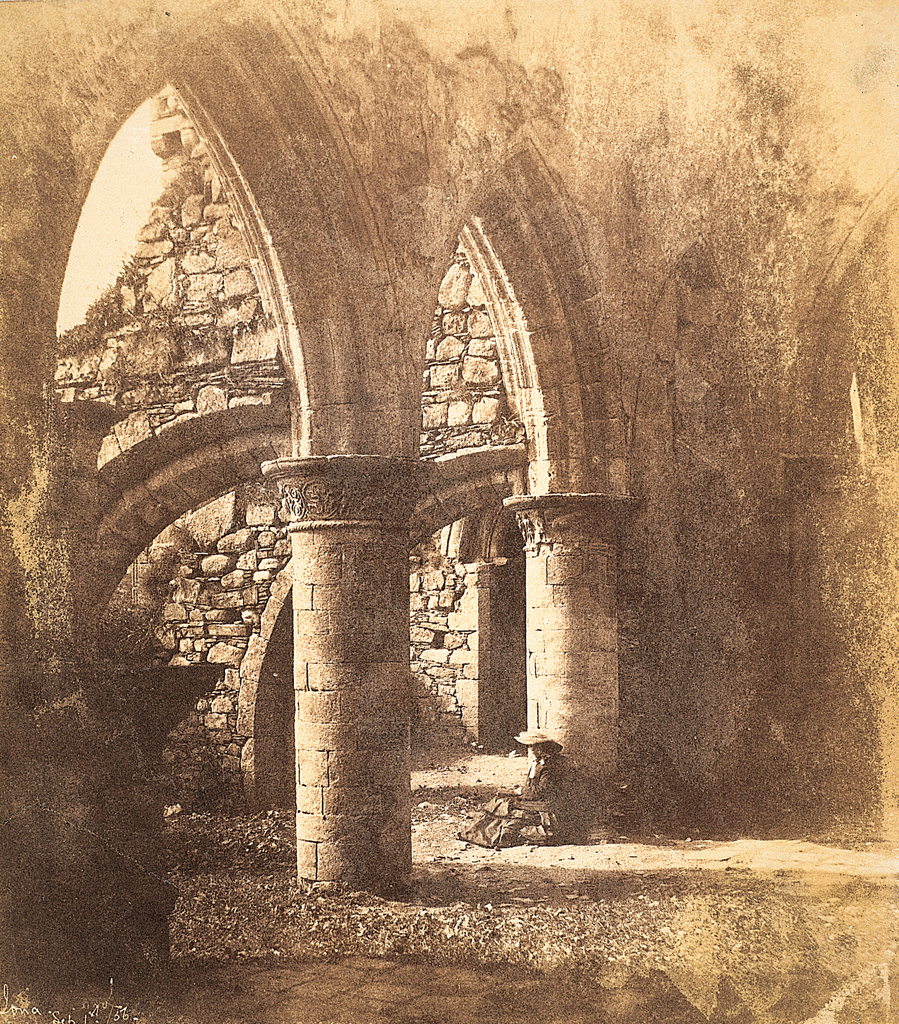
Iona Abbey, 1856

Nach seinem Tod hinterließ Keith eine ausführliche Fotodokumentation der Stadt Edinburgh und ihrer Umgebung. Seine Fotografie Edingburgh von 1855 gilt eine der ersten Fotomontagen, welche er durch eine sechsfache Nachbelichtung des Negativs erzielte.